# Aspidontus dussumieri
Aspidontus dussumieri es una especie de pez de la familia Blenniidae en el orden de los Perciformes.

## Morfología
• Los machos pueden llegar alcanzar los 12 cm de longitud total.

## Reproducción
Es ovíparo.

## Hábitat
Es un pez de mar y de clima tropical y asociado a los  arrecifes de coral.

## Distribución geográfica
Se encuentra desde el Mar Rojo hasta Knysna (Sudáfrica), las Tuamotu, el sur del Japón, el norte de Nueva Gales del Sur, y, también, desde República de Palau hasta las Islas Carolinas e Islas Marshall (Micronesia ).